# Tsuyoshi Ugachi
Tsuyoshi Ugachi (japanisch 宇賀地 強 Ugachi Tsuyoshi; * 27. April 1987 in Utsunomiya, Präfektur Tochigi) ist ein japanischer Leichtathlet, der sich auf den Langstreckenlauf spezialisiert hat.

## Sportliche Laufbahn
Erste internationale Erfahrungen sammelte Tsuyoshi Ugachi bei den Crosslauf-Weltmeisterschaften 2005 in Saint-Étienne, bei denen er nach 12:52 min im Kurzrennen auf dem 88. Platz landete. Im Jahr darauf erreichte er bei den Crosslauf-Weltmeisterschaften 2006 in Fukuoka nach 24:52 min Rang 22 in der U20-Wertung und wurde anschließend bei den Juniorenweltmeisterschaften in Peking im 10.000-Meter-Lauf disqualifiziert. 2007 nahm er an der Sommer-Universiade in Bangkok teil und belegte dort in 31:15,75 min den elften Platz und siegte anschließend beim Fuchu-Halbmarathon in 1:03:27 h. Bei den Crosslauf-Weltmeisterschaften 2008 in Edinburgh klassierte er sich nach 38:20 min auf Rang 94 und wurde daraufhin beim Tokio-Halbmarathon in 1:04:19 h Zweiter. Im Jahr darauf wurde er in 1:04:09 h Dritter beim Tokio-Halbmarathon. Anschließend belegte er bei den Sommer-Universiade in Belgrad in 28:25,74 min den sechsten Platz über 10.000 Meter und erreichte im 5000-Meter-Lauf in 14:23,82 min Rang 13. Bei den Halbmarathon-Weltmeisterschaften 2010 in Nanning klassierte er sich mit 1:01:49 h auf dem zwölften Platz. 
2011 wurde er bei den Asienmeisterschaften in Kōbe in 28:48,53 min Vierter über 10.000 Meter und wurde beim Marugame-Halbmarathon nach 1:00:58 h Zweiter. Im Jahr darauf erreichte er bei den Halbmarathon-Weltmeisterschaften 2012 in Kawarna mit 1:04:49 h den 29. Platz und 2013 erreichte er bei den Weltmeisterschaften in Moskau in 27:50,79 min Rang 15 über 10.000 Meter. Zudem wurde er in diesem Jahr in 1:01:16 h Dritter beim Marugame-Halbmarathon.

## Persönliche Bestleistungen
- 3000 Meter: 7:58,95 min, 24. Juli 2011 in Lapinlahti
- 5000 Meter: 13:29,50 min, 7. April 2012 in Kumamoto
- 10.000 Meter: 27:40,69 min, 26. November 2011 in Hachioji
- Halbmarathon: 1:00:58 h, 6. Februar 2011 in Marugame
- Marathon: 2:10:50 h, 7. Dezember 2014 in Fukuoka